# 強烈熱帶風暴奇洛基 (2012年)
強烈熱帶風暴鴻雁（英語：Severe Tropical Storm Kirogi，國際編號：1212，聯合颱風警報中心：WP132012）為2012年太平洋颱風季第12個被命名的風暴。「鴻雁」（韓語：개리）一名由朝鮮提供，意為一種於秋天飛抵朝鮮及於早春北飛遠方的候鳥。

## 發展過程
在2012年8月3日時，日本氣象廳把位於南鳥島東方海面的熱帶擾動90W升格為熱帶低氣壓。在2012年8月4日時，日本氣象廳对其發出烈風警告，預料其將增強成為熱帶風暴；同日，聯合颱風警報中心發布熱帶氣旋形成警報。2012年8月5日，聯合颱風警報中心将其升格為熱帶低氣壓，並給予編號13W。不過在8月6日，日本氣象廳將其降格為温帶氣旋。
直到8月7日，聯合颱風警報中心皆未將其降格，並持續發出報告，更提升風速至45節。同時，日本氣象廳發佈烈風警告，但認定並不是熱帶氣旋。但在8月8日早上9時，日本氣象廳直接将其升格為熱帶風暴，并命名为鸿雁，及給予國際編號1212。8月9日下午日本氣象廳将其升格為強烈熱帶風暴，同日晚上降格為熱帶風暴。8月10日下午2時40分轉化為溫帶氣旋，當時鴻雁仍在日本北海道東部海面上，並未登陸。中央氣象台亦於同日下午3時指鴻雁已轉化為溫帶氣旋，並於2時停止其編號。

## 外部連結
- （日語）日本氣象廳：1212最佳路徑數據（日文版 （页面存档备份，存于）、英文版）、1212最佳路徑圖 （页面存档备份，存于）、數位颱風網資料（日文版 （页面存档备份，存于）、英文版 （页面存档备份，存于））、2012年熱帶氣旋最佳路徑數據 （页面存档备份，存于）、《2012年熱帶氣旋年刊》 （页面存档备份，存于）
- （英文）美國聯合颱風警報中心：13W最佳路徑數據 （页面存档备份，存于）、熱帶風暴鴻雁最佳路徑圖、《2012年熱帶氣旋年刊》
- （英文）美國太空總署：相關資料 （页面存档备份，存于）
- （简体中文）中國國家氣象中心：2012年熱帶氣旋最佳路徑數據
- （繁體中文）中華民國交通部中央氣象局：颱風資料庫——輕度颱風奇洛基、奇洛基最佳路徑圖
- （繁體中文）香港天文台：2012年8月熱帶氣旋概述 （页面存档备份，存于）、《2012年熱帶氣旋年刊》（網頁版 （页面存档备份，存于）、可攜式文件格式版 （页面存档备份，存于））